# Alaine Chartrand
Alaine Chartrand (ur. 26 marca 1996 w Brockville) – kanadyjska łyżwiarka figurowa, startująca w konkurencji solistek. Uczestniczka mistrzostw czterech kontynentów i świata, medalistka zawodów z cyklu Grand Prix i Challenger Series, dwukrotna mistrzyni Kanady (2016, 2019). Zakończyła karierę sportową 26 maja 2021 roku.

## Osiągnięcia
| Zawody                                | 10–11          | 11–12          | 12–13          | 13–14          | 14–15          | 15–16          | 16–17          | 17–18          | 18–19          |                |                |                |                |                |                |                |                |
| Międzynarodowe                        | Międzynarodowe | Międzynarodowe | Międzynarodowe | Międzynarodowe | Międzynarodowe | Międzynarodowe | Międzynarodowe | Międzynarodowe | Międzynarodowe | Międzynarodowe | Międzynarodowe | Międzynarodowe | Międzynarodowe | Międzynarodowe | Międzynarodowe | Międzynarodowe | Międzynarodowe |
| ------------------------------------- | -------------- | -------------- | -------------- | -------------- | -------------- | -------------- | -------------- | -------------- | -------------- | -------------- | -------------- | -------------- | -------------- | -------------- | -------------- | -------------- | -------------- |
| Mistrzostwa świata                    |                |                |                |                | 11             | 17             |                |                | 23             |                |                |                |                |                |                |                |                |
| Mistrzostwa czterech kontynentów      |                |                |                | 7              | 10             | 11             | 11             | 8              | 16             |                |                |                |                |                |                |                |                |
| GP NHK Trophy                         |                |                |                |                |                |                | 10             | 11             |                |                |                |                |                |                |                |                |                |
| GP Rostelecom Cup                     |                |                |                |                | 3              | 6              |                |                |                |                |                |                |                |                |                |                |                |
| GP Skate America                      |                |                |                |                |                | 12             |                |                | 9              |                |                |                |                |                |                |                |                |
| GP Skate Canada International         |                |                |                |                | 7              |                | 5              | 11             | 8              |                |                |                |                |                |                |                |                |
| CS Autumn Classic International       |                |                |                |                |                |                | 2              | 5              |                |                |                |                |                |                |                |                |                |
| CS Nebelhorn Trophy                   |                |                |                |                |                | 4              |                |                | 8              |                |                |                |                |                |                |                |                |
| CS U.S. International Classic         |                |                |                |                | 4              |                |                |                |                |                |                |                |                |                |                |                |                |
| Międzynarodowe: Kategorie młodzieżowe |                |                |                |                |                |                |                |                |                |                |                |                |                |                |                |                |                |
| Mistrzostwa świata juniorów           |                |                | 8              | 5              |                |                |                |                |                |                |                |                |                |                |                |                |                |
| JGP na Białorusi                      |                |                |                | 7              |                |                |                |                |                |                |                |                |                |                |                |                |                |
| JGP w Chorwacji                       |                |                | 6              |                |                |                |                |                |                |                |                |                |                |                |                |                |                |
| JGP na Łotwie                         |                |                |                | 4              |                |                |                |                |                |                |                |                |                |                |                |                |                |
| JGP w USA                             |                |                | 7              |                |                |                |                |                |                |                |                |                |                |                |                |                |                |
| Krajowe                               |                |                |                |                |                |                |                |                |                |                |                |                |                |                |                |                |                |
| Mistrzostwa Kanady                    | 10 J           | 9              | 3              | 5              | 2              | 1              | 3              | 4              | 1              |                |                |                |                |                |                |                |                |
| Zawody drużynowe                      |                |                |                |                |                |                |                |                |                |                |                |                |                |                |                |                |                |
| World Team Trophy                     |                |                |                |                | 4 T 11 P       |                | 4 T 10 P       |                | 5 T 12 P       |                |                |                |                |                |                |                |                |